# UCI Nations’ Cup U23 2019
Der UCI Nations’ Cup U23 2019 ist die 13. Austragung des UCI Nations’ Cup U23, einer seit der Saison 2007 stattfindenden Serie der wichtigsten Rennen im Straßenradsport für Männer U23.

## Rennen
Nationencup-Rennen
| Datum          | Rennen                           | Sieger             |
| -------------- | -------------------------------- | ------------------ |
| 4.–9. Februar  | Tour de l’Espoir                 | Yakob Debesay      |
| 31. März       | Gent–Wevelgem / Kattekoers–Ieper | Jonas Rutsch       |
| 13. April      | Flandern-Rundfahrt U23           | Andreas Stokbro    |
| 4. Mai         | Étoile d’Or                      | Alexander Konychev |
| 1.–2. Juni     | Orlen Nations Grand Prix         | Nicolas Prodhomme  |
| 6.–9. Juni     | Grand Prix Priessnitz spa        | Andreas Leknessund |
| 16.–25. August | Tour de l’Avenir                 | Tobias Foss        |

Internationale Meisterschaften
| Datum      | Rennen                                                               | Sieger                |
| ---------- | -------------------------------------------------------------------- | --------------------- |
| 15. März   | OCC-Straßen-Ozeanienmeisterschaften – U23-Straßenrennen              | Liam Magennis         |
| 24. April  | Asiatische Meisterschaften im Straßenradsport – U23-Einzelzeitfahren | Jewgeni Fedorow       |
| 26. April  | Asiatische Meisterschaften im Straßenradsport – U23-Straßenrennen    | Mohammad Ganjkhanlou  |
| 1. Mai     | Panamerikanische Straßen-Radmeisterschaften – U23-Einzelzeitfahren   | Diego Ferreyra        |
| 4. Mai     | Panamerikanische Straßen-Radmeisterschaften – U23-Straßenrennen      | Santiago Montenegro   |
| 8. August  | UEC-Straßen-Europameisterschaften – U23-Einzelzeitfahren             | Johan Price-Pejtersen |
| 10. August | UEC-Straßen-Europameisterschaften – U23-Straßenrennen                | Alberto Dainese       |

## Gesamtwertung
| Position | Nation                 | Punkte |
| -------- | ---------------------- | ------ |
| 1        | Norwegen               | 90     |
| 2        | Italien                | 88     |
| 3        | Belgien                | 88     |
| 4        | Dänemark               | 79     |
| 5        | Frankreich             | 77     |
| 6        | Deutschland            | 68     |
| 7        | Schweiz                | 64     |
| 8        | Niederlande            | 63     |
| 9        | Vereinigtes Königreich | 53     |
| 10       | Ecuador                | 49     |